# Villiers-sur-Orge
Villiers-sur-Orge és un municipi francès, situat al departament de l'Essonne i a la regió de Illa de França. L'any 2007 tenia 3.917 habitants.
Forma part del cantó de Sainte-Geneviève-des-Bois i del districte de Palaiseau. I des del 2016 de la Comunitat d'aglomeració Cœur d'Essonne.

## Demografia

### Població
El 2007 la població de fet de Villiers-sur-Orge era de 3.917 persones. Hi havia 1.508 famílies, de les quals 324 eren unipersonals (156 homes vivint sols i 168 dones vivint soles), 450 parelles sense fills, 593 parelles amb fills i 141 famílies monoparentals amb fills.
La població ha evolucionat segons el següent gràfic:
Habitants censats

### Habitatges
El 2007 hi havia 1.586 habitatges, 1.519 eren l'habitatge principal de la família, 7 eren segones residències i 60 estaven desocupats. 1.025 eren cases i 555 eren apartaments. Dels 1.519 habitatges principals, 1.116 estaven ocupats pels seus propietaris, 379 estaven llogats i ocupats pels llogaters i 24 estaven cedits a títol gratuït; 50 tenien una cambra, 118 en tenien dues, 226 en tenien tres, 428 en tenien quatre i 697 en tenien cinc o més. 1.325 habitatges disposaven pel capbaix d'una plaça de pàrquing. A 644 habitatges hi havia un automòbil i a 756 n'hi havia dos o més.

### Piràmide de població
La piràmide de població per edats i sexe el 2009 era:
| Homes | Edats   | Dones |
| ----- | ------- | ----- |
| 4     | 95 o +  | 4     |
| 0     | 90 a 94 | 4     |
| 8     | 85 a 89 | 20    |
| 8     | 80 a 84 | 12    |
| 20    | 75 a 79 | 28    |
| 32    | 70 a 74 | 56    |
| 48    | 65 a 69 | 52    |
| 120   | 60 a 64 | 88    |
| 120   | 55 a 59 | 132   |
| 228   | 50 a 54 | 188   |
| 184   | 45 a 49 | 232   |
| 164   | 40 a 44 | 120   |
| 128   | 35 a 39 | 180   |
| 116   | 30 a 34 | 100   |
| 100   | 25 a 29 | 108   |
| 104   | 20 a 24 | 128   |
| 156   | 15 a 19 | 128   |
| 140   | 10 a 14 | 116   |
| 116   | 5 a 9   | 128   |
| 120   | 0 a 4   | 112   |

## Economia
El 2007 la població en edat de treballar era de 2.702 persones, 2.054 eren actives i 648 eren inactives. De les 2.054 persones actives 1.917 estaven ocupades (973 homes i 944 dones) i 137 estaven aturades (75 homes i 62 dones). De les 648 persones inactives 255 estaven jubilades, 268 estaven estudiant i 125 estaven classificades com a «altres inactius».

### Ingressos
El 2009 a Villiers-sur-Orge hi havia 1.502 unitats fiscals que integraven 3.942 persones, la mediana anual d'ingressos fiscals per persona era de 25.933 €.

### Activitats econòmiques
Dels 119 establiments que hi havia el 2007, 2 eren d'empreses alimentàries, 9 d'empreses de fabricació d'altres productes industrials, 24 d'empreses de construcció, 22 d'empreses de comerç i reparació d'automòbils, 4 d'empreses de transport, 4 d'empreses d'hostatgeria i restauració, 7 d'empreses d'informació i comunicació, 3 d'empreses financeres, 4 d'empreses immobiliàries, 18 d'empreses de serveis, 19 d'entitats de l'administració pública i 3 d'empreses classificades com a «altres activitats de serveis».
Dels 29 establiments de servei als particulars que hi havia el 2009, 3 eren tallers de reparació d'automòbils i de material agrícola, 2 paletes, 2 guixaires pintors, 1 fusteria, 11 lampisteries, 6 electricistes, 2 empreses de construcció, 1 perruqueria i 1 restaurant.
Dels 6 establiments comercials que hi havia el 2009, 1 era una gran superfície de material de bricolatge, 1 una botiga de menys de 120 m², 2 carnisseries, 1 una peixateria i 1 una sabateria.

## Equipaments sanitaris i escolars
El 2009 hi havia 1 hospital de tractaments de mitja durada (seguiment i rehabilitació) i 1 farmàcia.
El 2009 hi havia 1 escola maternal i 1 escola elemental.

## Poblacions més properes
El següent diagrama mostra les poblacions més properes.